# Peqin
Peqin nebo Peqini je město s asi 7500 obyvateli (odhad 2006) v střední části Albánie. Peqin je hlavní město okresu Peqin.

## Popis
Město leží na severním břehu řeky Shkumbin mezi městy Drač a Elbasan. Přes Peqin vedla římská cesta Via Egnatia. Několik kilometrů východně od Peqin je antické naleziště s početnými vykopávkami. První písemná zmínka o Peqinu pochází z roku 1431. Z osmanských časů se ještě dochovala mešita a je zde i věž s hodinami z 19. století. Ve městě se také nachází historická pevnost (Kalaja e Peqinit). Centrum města bylo přebudováno po druhé světové válce. 
Jako jedno z mála měst má Peqin napojení na albánskou železniční síť, např. do Elbasanu prostřednictvím jedné trati. 
Sídlí zde místní fotbalový klub Shkumbini Peqin, který hraje v první lize.